# The Fresh Prince of Bel-Air

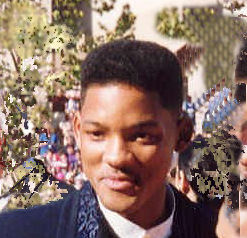
Will Smith en los Emmy Awards de 1993

The Fresh Prince of Bel-Air (El príncipe de Bel-Air en España y El príncipe del rap en Bel-Air en Hispanoamérica) es una telecomedia estadounidense creada por Andy Borowitz y Susan Borowitz y producida por la cadena NBC. Emitida entre el 10 de septiembre de 1990 y el 20 de mayo de 1996. Fue protagonizada por un joven Will Smith que en aquel entonces ya tenía una destacada carrera en el mundo de la música como parte del dúo "Dj Jazzy Jeff & The Fresh Prince"  y que ahora se embarcaba en el papel que lo haría una estrella mundial de la actuación primero en la televisión y luego a la pantalla grande.  La serie trata sobre un adolescente de Filadelfia llamado William Smith (abreviado Will) que tras meterse en problemas con un matón de su barrio (Will sin querer lo golpea en la cabeza con un balón de baloncesto y éste se molesta y lo agrede), es enviado por su madre a vivir en Bel-Air con unos parientes ricos (la hermana de ella, Tía de Will y su familia) como una forma de evitar que se meta en problemas y a la vez que pueda tener una buena educación que ella no puede darle.  
Se produjeron 148 episodios en 6 temporadas. Un especial de reunión, con el elenco, se estrenó en HBO Max el 19 de noviembre de 2020,  y se realizó en asociación con Westbrook Media. Un reinicio, basado en la película de fanes Bel-Air (2019), está en desarrollo activo, con un pedido de dos temporadas para Peacock.

## Argumento
El tema de apertura y la presentación de la serie establecen la premisa de la serie: William "Will" Smith (Will Smith) es un joven de Filadelfia que tiene un altercado con una peligrosa pandilla de su barrio; su madre, temiendo por su seguridad, lo manda contra los deseos del joven a vivir con sus tíos ricos al barrio de Bel-Air en Los Ángeles con el propósito de evitar que el problema escale y a la vez para que tenga la oportunidad de tener una educación de primer nivel que ella, por carecer de recursos económicos, no puede darle.
Allí convive con su tío Philip Banks (James Avery) Abogado graduado en Princeton quien al principio de la serie hace parte del Bufete legal "Furth, Wynn & Meyer" y posteriormente será nombrado Juez; su tía Vivian (Janet Hubert-Whitten / Daphne Maxwell Reid), hermana menor de su madre. Al inicio de la serie ejerce su carrera como profesora universitaria para posteriormente abandonarla y dedicarse al hogar; sus cuatro primos: Hillary (Karyn Parsons), una chica materialista, obsesiva con las compras quien dice conocer y relacionarse con personas famosas del mundo de la música y la actuación; Carlton (Alfonso Ribeiro), de baja estatura, republicano obsesivo de ideales ultra conservadores, inicialmente rival de Will para luego convertirse, en el trascurso de la serie, en su hermano del alma , Ashley (Tatyana Ali) su pequeña prima a quien verá crecer a lo largo de los años y Nicky (Ross Bagley), además del mayordomo británico Geoffrey (Joseph Marcell).
La serie narra en forma de comedia las diferentes situaciones que se presentan en el choque que tiene Will (un muchacho pobre criado en las calles de Filadelfia al ritmo del rap y el baloncesto) con su nueva familia, quienes viven en un condominio rico y exclusivo de los Ángeles. Aunque tanto el Tío Phil como la tía Vivian tienen orígenes humildes, su posición económica les ha permitido criar a sus hijos en el lujo y la opulencia:  Esto provocará constantes enfrentamientos y malos entendidos entre ellos y Will en cuanto a la forma de hablar, de vestirse o de comportarse en su nuevo entorno. Pronto Will aprenderá a asimilar el entorno y las ventajas de vivir en ese mundo privilegiado sin perder su esencia de "chico de barrio" y los Banks aprenderán a ver la vida con más espontaneidad y frescura gracias a las ocurrencias de Will.

## Creación
En 1990, el representante de música Benny Medina, junto con su socio Jeff Pollack, decidieron comercializar una historia para televisión basada en la vida de Medina, quien había crecido pobre en el Este de Los Ángeles pero su vida cambió cuando se hizo amigo de un joven de raza blanca adinerado que vivía en Beverly Hills y cuya familia dejó que Medina viviera con ellos. Medina decidió utilizar esta parte de su vida como el tema principal del programa de televisión en mente sin embargo cambió la raza de la familia rica a afroamericanos ya que el concepto de un personaje de color viviendo con una familia blanca había sido utilizado varias veces en televisión y a su vez Medina pensaba que "de esa manera pudimos explorar el prejuicio entre personas de color así como la diferencia de clases entre ellos".
Medina le propuso la idea a Quincy Jones, quien acababa de firmar un contrato de televisión con Time-Warner. La idea impresionó a Jones así que organizó una reunión con el entonces jefe de NBC Brandon Tartikoff. Medina deseaba que Will Smith lo personificara en el show. Smith para ese entonces ya era famoso gracias a su carrera musical como The Fresh Prince. Después de la reunión, Tartikoff les comunicó estar interesado en el show así que Medina se dio a la tarea de encontrar a Smith, quien en ese entonces se encontraba en la costa Este del país, y le pidió que tomara el vuelo más pronto posible a Los Ángeles para asistir a una sesión de casting con sentido de urgencia ya que Tartikoff había dicho que antes de continuar con el proyecto deseaba asegurarse de que Smith pudiera actuar.
Debido a que varios de los involucrados eran personas muy ocupadas, la sesión del casting de Smith y los detalles finales del programa se llevaron a cabo en la fiesta de cumpleaños de Jones en su hogar.
Smith cuenta que a medio festejo Jones ordenó a un grupo de gente que acomodaran sus muebles en la sala para simular un cuarto de casting y, después de que Tartikoff quedó satisfecho con la actuación de Smith, se firmaron contratos ahí mismo para aprobar el programa de televisión y comprometer a Smith al proyecto.
Menos de dos meses después, la grabación del piloto comenzó el 1 de mayo de 1990. La primera temporada se emitió en septiembre de 1990 y culminó en mayo de 1991. La serie continuaría un total de 6 temporadas y su final fue grabado el jueves 21 de marzo de 1996.

## Personajes
- Will Smith (Will Smith)

Protagonista principal. Es un muchacho despreocupado que disfruta siendo un payaso, como él mismo señala en el primer capítulo de la serie. Se ganó la enemistad de un peligroso pandillero en Filadelfia, por lo que su madre lo obligó a mudarse a Bel Air con sus tíos. Es fan de Malcolm X, al cual considera su ídolo. También tiene éxito con las mujeres, por lo que Carlton en ocasiones le tiene envidia. Más de una vez se verá envuelto en embrollos gracias a su faceta más mujeriega. Sus más fuertes relaciones son con su primo Carlton y su tío Phil: con el primero demuestran costumbres y mentalidades muy opuestas, pero siempre hacen buen equipo para crear y resolver problemas; y el segundo a pesar de discutir y enfadarse continuamente se vuelve rápidamente la figura paterna y protectora que Will siempre necesitó y deseó.
- Philip Banks (James Avery)

Es conocido como "tío Phil". Es el cabeza de familia, muy serio pero  muy sabio, y capaz de culpar a Will de todo lo que sucede.
Es juez y muestra una gran dedicación por su trabajo, actitud que lo llevó de ser un joven y humilde abogado a un influyente y acaudalado juez en poco tiempo, permitiendo a su familia un estilo de vida elegante. Se enfada siempre con Will ya que lo considera indisciplinado y problemático, pero en poco tiempo lo ve como un hijo más y se preocupa que vaya por buen camino. Además de enfadarse, le cuesta aceptar que a su hija Ashley le empiecen a gustar los chicos. Es un hombre alto, gordo y calvo (hecho que Will aprovecha para burlarse de él). Está enamoradísimo de su mujer Vivian. 
- Vivian Banks (Janet Hubert-Whitten/Daphne Maxwell Reid)

Vivian, o la tía Viv (así es como la llama Will) es la madre de Hillary, Carlton y Ashley y hermana de la madre de Will. Es la sensata madre que pone el orden en la casa. A veces también llega a perder la calma o incluso involucrarse en las discusiones de los jóvenes de la casa.
- Carlton Banks (Alfonso Ribeiro)

Carlton es todo lo contrario a Will, tanto en el vestir como en la forma de actuar. Su excesiva seriedad y corrección lo hacen ser un blanco continuo de burlas por parte de Will, aunque a veces se muestra tan payaso como él. Es un gran fanático de Tom Jones y lo demuestra haciendo sus peculiares bailes en cuanto tiene intimidad. Representa al clásico estereotipo de niño mimado y amanerado que inocentemente habla de más sin darse cuenta de que sus comentarios puede sonar pedantes u ofensivos a otras personas. Le gusta meterse en líos a pesar de su aparente seriedad, aunque siempre acaba echando la culpa a Will, inicialmente es un joven delicado y temeroso de cualquier cosa que exista fuera de su realidad, por lo que tras la llegada de Will debe replantearse cosas como la discriminación y el racismo, ideas que él creía lejanas y obsoletas. Sobre todo, siempre considera a Will el hermano que nunca tuvo, aunque le cuesta reconocerlo. Él no querría compartir la herencia familiar con nadie más que no sea él y de la misma forma aunque muchas veces Will siente vergüenza ajena por su forma de actuar está totalmente dispuesto a apoyarlo y protegerlo. Una broma regular sobre él son las burlas a su baja estatura.
- Hilary Banks (Karyn Parsons)

Compradora compulsiva, siempre pendiente de sí misma, de su físico y de lo que piensan los demás de ella. Está obsesionada con su aspecto y lo único que le importa es tener su cuenta bancaria llena. Aun siendo la mayor, todavía sigue viviendo a costa de sus padres. Se caracteriza por ser infantil y mimada y al ser una chica, se aprovecha de su padre para obtener dinero; curiosamente es la única hija que nació cuando Phil y Vivian eran un matrimonio humilde, pero es quien demuestra un comportamiento más elitista y superficial.
- Ashley Banks (Tatyana Marisol Ali)

Es la hermana menor de Hillary y Carlton. Al empezar la serie era una niña, pero durante el final de la serie comienza a mostrar interés por los chicos, lo cual es lo que caracteriza su papel. Sus padres inicialmente la criaron para ser una señorita educada y refinada, abrumándola con actividades que la prepararan para ello, como el ballet, equitación o violín, pero tras la llegada de Will toma el valor para expresar sus deseos. Aun así, uno de sus atributos más loables es su excelente voz y capacidad musical.
- Nicky Banks (Ross Bagley)

Nicky Banks (Nombre completo: Nicholas Michael Shawn Nathan Wanya Banks). Último hijo de Philip y Vivian Banks. Hermano menor de Hillary, Carlton y Ashley y primo de Will. Empezó como un bebé y finaliza la serie siendo un niño espontáneo y espabilado. Su nombre se debe a un homenaje a los Boyz II Men.
- Geoffrey Butler (Joseph Marcell)

Geoffrey es un mayordomo sarcástico con respuestas para todo. Es un inglés educado con un carácter muy serio. Aunque su sarcasmo se base en la "explotación" de la familia, no es capaz de separarse de ella, independientemente de que en un capítulo Will y Carlton le hicieron creer que había ganado la lotería, a lo cual dijo que se iba de la casa por la explotación que sufría. De la euforia rompió todo lo que encontró por la casa y ridiculizó a todos los miembros de la familia. Después de saber que todo era una broma no quiso volver a servir a la familia Banks al saber que había hecho el ridículo pero no tardó en volver. En los primeros episodios se muestra como el contraste extremo de Will, siempre correcto, imperturbable y con modales a toda prueba, pero a medida que transcurre la historia desarrolla una personalidad propia y algo impredecible, siendo normal que en ocasiones se vuelva secuaz de Will en sus ocurrencias. Tras el nacimiento de Nicky Banks se vuelve parte de la familia, ya no siendo un empleado, sino el padrino del cuarto hijo de Philip Banks.
- Jazz  (Jeff Townes)

Es el inseparable amigo de Will. Se conocieron en Los Ángeles, en un club nocturno (como dice en el segundo capítulo). Se unió a Will sabiendo que iba a vivir en una casa de ricos. Siempre con gafas de sol, aparece ocasionalmente en la serie. Está enamorado de Hillary, aunque ella no le hace caso. Casi siempre que entra en la casa acaba siendo lanzado por Philip al jardín, ya que es un maestro en meter la pata por sus excesos de sinceridad y sus modales callejeros. Invariablemente se sabía que esto sucedería ya que la escena cambiaba a un plano alejado de la mansión con el sonido de los irrigadores de fondo y posteriormente se le veía salir volando por la entrada y caer en el jardín. Está basado e interpretado por Jazzy Jeff, el rapero con el que el verdadero Will Smith inició su carrera de cantante. Posiblemente esa es la explicación por la que al aparecer en escena se le recibiese siempre con aplausos del público (al contrario que los personajes anteriores).

## Estrellas invitadas
La serie contó con la participación de numerosas estrellas del cine y demás celebridades, que bien aparecían en breves cameos como sí mismas, o interpretando personajes secundarios en uno o pocos episodios. Fueron más de 40 apariciones estelares en la serie con la temporada uno y cuatro sobresaliendo con un total de 10 celebridades invitadas cada una.
| Celebridad          | Episodio                 | Notas |
| ------------------- | ------------------------ | --- |
| Rev. Jesse Jackson  | Temporada 1, Episodio 2  | Él mismo. |
| Richard Roundtree   | Temporada 1, Episodio 3  | Dr Mumford, padre de la novia de Will. También personificó al Rev. Sims en la temporada 6.                                                    |
| Don Cheadle         | Temporada 1, Episodio 5  | Ice Tray, el mejor amigo de Will de Filadelfia.                                                                                               |
| Bo Jackson          | Temporada 1, Episodio 8  | Él mismo. |
| Heavy D             | Temporada 1, Episodio 9  | Él mismo. |
| Al B. Sure          | Temporada 1, Episodio 9  | Él mismo. |
| Isiah Thomas        | Temporada 1, Episodio 11 | Él mismo. |
| Evander Holyfield   | Temporada 1, Episodio 15 | Él mismo. |
| Jasmine Guy         | Temporada 1, Episodio 21 | Taylor Samuels, novia de Will. |
| Queen Latifah       | Temporada 1, Episodio 25 | Marissa Redman, la jefa de Hilary. También personificó a "Dee Dee", interés romántico de Will en el octavo episodio de la segunda temporada . |
| Zsa Zsa Gabor       | Temporada 2, Episodio 10 | Sonya Lamor, la cliente famosa del tío Phill.                                                                                                 |
| Bell Div Devoe      | Temporada 2, Episodio 11 | Ellos mismos. |
| Brandon Quintin     | Temporada 2, Episodio 15 | Bryan, amigo de la familia. Regresa como Bryan en la temporada 4.                                                                             |
| Milton Berle        | Temporada 2, Episodio 18 | Max Lakey, compañero de cuarto de hospital de Will.                                                                                           |
| Raven-Symoné        | Temporada 2, Episodio 21 | Claudia Watson, la hija del novio de la mamá de Will.                                                                                         |
| Riddick Bowe        | Temporada 3, Episodio 3  | Él mismo. |
| Sherman Hemsley     | Temporada 3, Episodio 6  | Juez Carl, el rival del tío Phill, también apareció en los episodios 7 y 8.                                                                   |
| Oprah Winfrey       | Temporada 3, Episodio 9  | Ella misma. |
| Vanessa Williams    | Temporada 3, Episodio 11 | Danny Mitchell, la periodista que invita a will a ver un partido.                                                                             |
| Kim Fields          | Temporada 3, Episodio 17 | Monique, novia de Will. |
| Tom Jones           | Temporada 3, Episodio 18 | Él mismo. |
| DL Hughley          | Temporada 3, Episodio 22 | Keith Campbell, el amigo comediante de Will de Filadelfia.                                                                                    |
| Hugh Hefner         | Temporada 4, Episodio 9  | Él mismo. |
| Robin Quivers       | Temporada 4, Episodio 12 | Judith, uno de los fantasmas jugando baraja.                                                                                                  |
| Boyz II Men         | Temporada 4, Episodio 13 | Ellos mismos. |
| Branford Marsalis   | Temporada 4, Episodio 14 | Él mismo. También personifica a "Duane" el mecánico en la misma temporada.                                                                    |
| Robert Guillaume    | Temporada 4, Episodio 19 | Pete Fletcher, jefe de Will. |
| Ben Vereen          | Temporada 4, Episodio 24 | Lou Smith, padre de Will. |
| Donald Trump        | Temporada 4, Episodio 25 | Él mismo. |
| Marla Maples        | Temporada 4, Episodio 25 | Ella misma. |
| Dick Clark          | Temporada 4, Episodio 26 | Él mismo. |
| Quincy Jones        | Temporada 5, Episodio 1  | Él mismo. |
| Kareem Abdul Jabbar | Temporada 5, Episodio 6  | Él mismo. |
| Don Cornelius       | Temporada 5, Episodio 8  | Él mismo. |
| Ken Griffey Jr.     | Temporada 5, Episodio 9  | Él mismo. |
| Jay Leno            | Temporada 5, Episodio 10 | Él mismo. |
| Isaac Hayes         | Temporada 5, Episodio 18 | El Ministro encargado de oficiar la boda de Will.                                                                                             |
| Charles Robinson    | Temporada 5, Episodio 22 | Ernest, amigo de universidad de tío Phil. |
| Robin Givens        | Temporada 5, Episodio 23 | Denise. |
| Chris Rock          | Temporada 6, Episodio 2  | Maurice, un actor famoso. También personifica a la hermana de Maurice en el mismo episodio.                                                   |
| B. B. King          | Temporada 6, Episodio 4  | Pappy, el músico de Blues del bar. |
| Jaleel White        | Temporada 6, Episodio 7  | Derek, novio de Ashley. |
| Wayne Newton        | Temporada 6, Episodio 8  | Él mismo. |
| Regis Philbin       | Temporada 6, Episodio 21 | Él mismo. |
| William Shatner     | Temporada 6, Episodio 22 | Él mismo. |

## Lugares
La mansión de la familia Banks: la dirección fue revelada en la cuarta temporada de "For Sale By Owner" como "805 Saint Cloud Road". La mayoría de las escenas de la serie tienen lugar en la mansión. Originalmente, la mayoría de las escenas de familia tenían lugar en la sala de estar y con menos importancia, en la cocina. En la sala había arcos en ambos extremos de los pasillos, y dos puertas en la parte posterior del conjunto del patio lateral. El set de cocina no estaba conectada al resto del conjunto de la planta baja, y fue poco convencional establecidos en comparación con muchas comedias de situación: El lado izquierdo había contadores que continuó a lo largo del cuarta pared (donde el público pueda estar), y había gran cantidad de profundidad (desde la perspectiva de la audiencia), con ángulos de cámara con frecuencia de disparo casi paralelo a la cuarta pared. El conjunto tiene dos puertas interiores, uno de los cuales, en el lado derecho del conjunto, llevó a la izquierda del pasillo de la sala de estar (aunque no se adjunta en el set), y una puerta exterior del patio trasero no se ve. Había también un comedor en el pasillo izquierdo de la sala de estar. El pasillo piso superior se muestra en la temporada 1, hasta que se aparece la mansión completamente reconstruida después de la primera temporada.
En la segunda temporada, la cocina y sala de estar se aparecen mucho más grandes, con un estilo más contemporáneo (en comparación con el estilo mucho más formal de la primera temporada), y estaban conectadas directamente por un arco. La escalera de arriba, se incorporó en la parte trasera de la sala, con una puerta de salida al patio al lado. Una televisión real prop se añadió en la pared del cuarto, mientras que sólo había sido una forma implícita en la primera temporada. El arco de la derecha sigue siendo llevado a un pasillo con la puerta delantera. El único elemento que quedaba de la serie original era la cocina de pared izquierda y la isla que se rotaron de noventa grados para convertirse en la pared del fondo a la derecha de la cocina, con algunas modificaciones a los cosméticos. El arco es la única forma en la habitación, excepto la salida de la izquierda para el patio trasero, que ahora forma parte del conjunto actual de la casa principal.
Además, Will y otros miembros de la familia de vez en cuando, las habitaciones estaban muestra (a veces parece cambiar entre las apariencias) durante la serie. La casa de la piscina fue mostrado en un episodio de la temporada 3. Un conjunto diferente se utilizó cuando se convirtió en un lugar principal en la temporada 4 hasta el final de la serie, después de Will y Carlton se trasladó pulg
A pesar de los cambios, la imagen exterior de la mansión Banks fue una constante durante toda la serie, apareciendo solo en planos fijos. Al contrario de lo que todo el mundo pueda pensar, la casa real usada como mansión Banks no está localizada en Bel-Air, Los Ángeles, California, de hecho, está sitiada en Brentwood, Los Ángeles, California.
Una broma común en la serie, era ver a Jazz siendo físicamente lanzado a la calle por la puerta principal, usando el exterior de la casa real. En una buena cantidad de episodios, él era expulsado vistiendo la misma camisa. Esa escena se grabó una sola vez, siendo utilizada la misma en todas las ocasiones en las que Jazz en la serie era expulsado. Excepcionalmente, en el episodio "Community Action", Jazz fue expulsado junto con un recorte de cartón de tamaño natural-de Bill Cosby, y además en el episodio "Departamento de Solteros", cuando Jazz entrega una almohada para el pequeño Nicky de 5 meses, almohada que dice "Felicidades Nena", razón por la cual Will se da cuenta de que la almohada es robada y arroja a Jazz al jardín junto con dicha almohada.
Academia Bel-Air: la Academia Bel-Air es la escuela secundaria a la que Will y Carlton asisten en las temporadas 1 a 3. Ashley también empieza como novata en la temporada 3. Los tres grupos principales son la clase, un pasillo y el auditorio (el auditorio estaba sólo aparece en tres episodios: "La sociedad Def Poet's", "La conquista de los Desastres" y "Just Say Yo").
Hospital: un hospital de Los Ángeles se ve en varios episodios que se refieren a problemas médicos de la familia Banks. La toma exterior del hospital es una foto de la VA Hospital en la cercana Westwood.
Apartamento de Jazz: la vida de Jazz con unos amigos en un destartalado complejo de apartamentos en Compton, California llamada de las Torres Chalet. Aparece en todas las temporadas, excepto las temporadas 2 y 6.
KFPB Canal 8, estación de Noticias
Aparece durante la temporada 3, ya que Hilary fue contratada como la chica del tiempo y se enamoró de Trevor Collins, quien muere en un accidente de bungee en la temporada 4. El lugar aparece nuevamente en la temporada 6, ya que el programa de entrevistas de Hilary se produjo allí.
Tienda de Estudiantes ULA: la tienda de los estudiantes ULA, también conocido como "La Parada Pavo real" de la mascota de la escuela, es donde Will, Carlton, y amiga de Will Jackie Ames trabajo. En la temporada 4, Jackie es la administradora, el Carlton es el subdirector, y Will es el cajero. Cuando Jackie deja ULA en la mitad de la temporada 4, Carlton se hace cargo de gerente y Will se convierte en asistente del gerente y cajero hasta la temporada 5.

## Reparto
| Personaje       | Actor original (EE. UU.)                 | Actor de doblaje (Hispanoamérica)                       | Actor de doblaje (España)                              |
| --------------- | ---------------------------------------- | ------------------------------------------------------- | ------------------------------------------------------ |
| Will Smith      | Will Smith                               | Juan Alfonso Carralero                                  | Iván Muelas                                            |
| Carlton Banks   | Alfonso Ribeiro                          | Luis Alfonso Mendoza                                    | Rafa Romero                                            |
| Ashley Banks    | Tatyana M. Ali                           | María Fernanda Morales                                  | Sandra Jara (temp. 1-4) Mar Bordallo (temp. 5-6)       |
| Hillary Banks   | Karyn Parsons                            | Rommy Mendoza                                           | Yolanda Mateos                                         |
| Vivian Banks    | Janet Hubert-Whitten Daphne Maxwell Reid | Andrea Cotto (temp. 1-3) Rebeca Patiño (temp 4-6)       | Ana García Olivares (temp 1-3) Licia Alonso (temp 4-6) |
| Philip Banks    | James Avery                              | Arturo Casanova (temp. 1-4) Emilio Guerrero (temp. 4-6) | Francis Dumont                                         |
| Geoffrey Butler | Joseph Marcell                           | Blas García                                             | Pedro Sempson                                          |

Voces adicionales para Hispanoamérica: Mario Castañeda, Patricia Acevedo, Maru Guerrero, Carlos Becerril, Marcos Patiño, Claudia Mota, Esteban Siller.

## Reinicio
El 13 de agosto de 2015, se informó que Overbrook Entertainment estaba desarrollando un reinicio del programa, con Will Smith como productor.  En agosto de 2016, durante una entrevista promocional con E!, de su próxima película Suicide Squad, Smith negó que se estuviera desarrollando un reinicio y dijo que sucedería "...bastante cerca de cuando el infierno se congele".
En 2019, se subió a YouTube un avance simulado titulado Bel-Air, escrito y dirigido por Morgan Cooper, para una reimaginación más oscura y dramática de la comedia. Posteriormente, Will Smith elogió mucho la película de los fanes, comentando que "Morgan hizo un tráiler ridículo para Bel-Air. Una idea brillante, la versión dramática de The Fresh Prince para la próxima generación", expresando interés en expandir la idea más allá del cortometraje en una serie completa de reinicio de Bel-Air.
En agosto de 2020, se anunció que Will Smith y Morgan Cooper desarrollarían un reinicio de la serie basado en Bel-Air (2019). Según los informes, la serie había estado en proceso durante más de un año desde que Cooper publicó su tráiler de Bel-Air en YouTube, con Netflix, Peacock y HBO Max actualmente compitiendo por la serie. El 8 de septiembre de 2020, Peacock le dio a Bel-Air una orden de 2 temporadas.